# Paola Dominguín
Paola González Dominguín, meglio conosciuta come Paola Dominguín (Madrid, 5 novembre 1960), è un'attrice, imprenditrice e stilista spagnola.

## Biografia
È figlia del torero spagnolo Luis Miguel Dominguín e dell'attrice italiana Lucia Bosè e sorella minore del cantante e attore italo-spagnolo Miguel Bosé. Ha studiato danza, mimo e recitazione al Lycée Français di Madrid. Più tardi, riuscì ad entrare nella scuola di mimo di Marcel Marceau a Parigi. Alla fine, ha finito per dedicarsi al mondo della moda e nel 2005 ha lanciato il suo marchio di moda.
È nota in Italia per aver condotto il Festival di Sanremo 1989 insieme a Rosita Celentano, Danny Quinn e Gianmarco Tognazzi, cosa che fece anche suo fratello l'anno precedente. Tra i suoi film ricordiamo California del 1977 di Michele Lupo a fianco di Giuliano Gemma e il fratello Miguel e Parla con lei del 2002 del regista spagnolo Pedro Almodóvar. Il 15 febbraio 2013 è ritornata sul palco del Teatro Ariston durante la quarta serata del Festival di Sanremo, come ospite insieme agli altri tre conduttori dell'edizione del 1989.

## Filmografia parziale
- California, regia di Michele Lupo (1977)
- Parla con lei (Hable con ella), regia di Pedro Almodóvar (2002) - Non accreditata